# Règle de la meilleure preuve
En droit de la preuve des pays de common law, ainsi qu'en droit de la preuve québécois, la règle de la meilleure preuve est une règle juridique selon laquelle l'original d'un document constitue une preuve à caractère supérieur. La règle précise que les preuves secondaires, comme une copie ou un fac-similé, ne seront pas recevables si un document original existe et peut être obtenu. La règle trouve ses racines dans le droit britannique du XVIIIe siècle.

## Droit par pays

### Royaume-Uni
La règle de la meilleure preuve trouve son origine dans l'affaire Omychund v. Barker  du XVIIIe siècle, dans lequel Lord Harwicke a déclaré qu'aucune preuve n'était recevable à moins qu'elle ne soit « la meilleure que la nature de l'affaire permettra ».
Selon l'ouvrage de référence Blackstone's Criminal Practice, la règle de la meilleure preuve en Angleterre et au Pays de Galles telle qu'elle était utilisée au cours des siècles précédents « est maintenant presque disparue ». Lord Denning MR dit que « de nos jours, nous ne nous limitons pas aux meilleurs éléments de preuve. Nous admettons tous les éléments de preuve pertinents. La qualité bonne ou mauvaise de ceux-ci n'est valable que pour leur admissibilité ».

### États-Unis
Dans les tribunaux fédéraux des États-Unis, la règle de la meilleure preuve fait partie de l'article X des règles de preuve fédérales (règles 1001-1008). La règle précise les lignes directrices selon lesquelles l'une des parties à une action en justice peut demander à être autorisée à présenter en preuve une copie du contenu d'un document, d'un enregistrement ou d'une photographie lors d'un procès lorsque le « document original n'est pas disponible ». Si la partie est en mesure de fournir une raison acceptable pour l'absence de l'original, des preuves secondaires ou des copies du contenu du document original peuvent être admises en preuve. La règle de la meilleure preuve n'est appliquée que dans les situations où une partie tente de prouver un document non original présenté comme preuve lors d'un procès. L'admissibilité des documents devant les tribunaux de l'État peut varier.

### Québec (Canada)
En droit québécois, la règle de la meilleure preuve est codifiée à l'article 2860 du Code civil du Québec :

« L’acte juridique constaté dans un écrit ou le contenu d’un écrit doit être prouvé par la production de l’original ou d’une copie qui légalement en tient lieu.
Toutefois, lorsqu’une partie ne peut, malgré sa bonne foi et sa diligence, produire l’original de l’écrit ou la copie qui légalement en tient lieu, la preuve peut être faite par tous moyens.
À l’égard d’un document technologique, la fonction d’original est remplie par un document qui répond aux exigences de l’article 12 de la Loi concernant le cadre juridique des technologies de l’information (chapitre C-1.1) et celle de copie qui en tient lieu, par la copie d’un document certifié qui satisfait aux exigences de l’article 16 de cette loi. »

L'article 2872 C.c.Q. prévoit également que : 

« 2872. Doit être prouvée par la production de l’écrit, la déclaration qui a été faite sous cette forme.
Toute autre déclaration ne peut être prouvée que par la déposition de l’auteur ou de ceux qui en ont eu personnellement connaissance, sauf les exceptions prévues aux articles 2873 et 2874. »